# 同志社香里中学校・高等学校
同志社香里中学校・高等学校（どうししゃこうりちゅうがっこう・こうとうがっこう）は、大阪府寝屋川市三井南町に所在し、中高一貫教育を提供する私立中学校・高等学校。

## 概要
前身は、大日本帝国陸軍第4師団将校の親睦団体「大阪偕行社」により設立された大阪偕行社中学校（旧制中学校）。
太平洋戦争後、運営法人が同志社に吸収され、新たに「同志社香里中学校」「同志社香里高等学校」として設立された。同志社の系列校としては同志社中学校・高等学校、同志社女子高等学校に続く3番目の設立となる。
「キリスト教主義」・「自由主義」・「国際主義」の3つを柱として「良心の全身に充満したる」人物を育てる教育を行う。
同志社大学・同志社女子大学への進学率は例年約95%で、事実上10年間の中高大一貫教育（高大一貫教育）校となっている。2000年（平成12年）までは男子校だった。

## 沿革

### 前史
前身の大阪偕行社中学校は1940年（昭和15年）3月に設立認可。1940年に寝屋川町友呂岐の丘（現在の校地）に移転した。
母体の大阪偕行社は、すでに大阪偕行社附属小学校（追手門学院小学校の前身）を開校していたが資金難により、1941年に山水中学校・山水高等女学校を運営していた財団法人山水育英会（現・学校法人桐朋学園）と提携。偕行社中を「第二山水中学校」と改称した。1945年に山水育英会との提携を解消、学校の運営法人名も「香里学園」となっていた。

### 年表
- 1948年（昭和23年）4月 - 学制改革に伴い、新制の「香里中学校」「香里高等学校」設立認可
- 1951年 - 7月、香里学園を同志社が吸収合併[2]。8月29日に設立認可。12月「同志社香里中学校」「同志社香里高等学校」となる
- 1977年 - 香真館（集会・礼拝堂）完成
- 1985年 - 讃光館（校長室・教員室・会議室・事務室）、興文館（図書館・情報教室）完成
- 1999年 - 友愛館（中学校舎）完成
- 2000年 - 高等学校を男女共学化
- 2002年 - 中学校を男女共学化
- 2006年 - 第2体育館完成
- 2011年 - 紫塩館（実験室・音楽室など）完成
- 2011年 - サッカー場の第2グランド改修（人工芝化）
- 2012年 - 尚志館（高校校舎）、香友館（部室棟）、男子更衣室棟完成
- 2013年 - 多目的グランド改修（移築・オムニコート化）
- 2018年 - 全教室に電子黒板付きプロジェクターや廊下に電子掲示板を設置。第1グラウンドのラグビー場・トラックを改修。
- 2021年 - 4月、中庭に繋真館（メディアセンター）（図書館）完成。

## 基礎データ

### アクセス
- 京阪本線香里園駅 徒歩約18分

### 象徴

#### 徽章

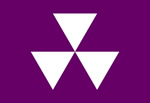
学校法人同志社の徽章

徽章（バッジ）は湯浅半月によるデザイン。3つの正三角形からなり、アッシリア楔形文字「ムツウ」（国あるいは土の意）の図案化であり、「知・徳・体の三位一体」、または、「調和をめざす同志社の教育理念」をあらわすとされている。

#### スクールカラー
スクールカラーは、ロイヤル・パープル（古代紫と江戸紫の中間色）と白の2色。同志社の創立者新島襄の母校アーモスト大学のスクールカラーと同色。

#### 校歌
校歌はDoshisha College Song（ウィリアム・メレル・ヴォーリズ作詞・カール・ヴィルヘルム作曲）。日本語の校歌は有さず、同志社大学のDoshisha College Song（英語）を校歌として採用している。

## 授業
2010年度から中学校、高等学校とも週6日制となっている。
キリスト教主義教育のため、毎日（水・土曜日のぞく）、1時間目と2時間目の間の15分間にS（ショート）礼拝とSHRを交互に行い、毎週水曜日の2時間目に50分間のL（ロング）礼拝とLHRが交互にある。中学が礼拝の時、高校はHRを行う。また、各式典（始業式、終業式など）でも礼拝の時間が設けられている。なお、年に数回特別礼拝があり、その時は中高ともにL礼拝を行う。その他にも、正課の授業で週に1時間中高共に「聖書」の授業があり、キリスト教について学ぶ。
週刊ダイヤモンド2015年8月22日号の「ビジネスマンが選ぶ『子どもに通わせたい学校トップ31』」特集で、国際社会の中の日本人の育成を目指しているとして、「息子・娘を入れたい学校2015」で全国1位となった。

## 部活動
- ダンス部 - 高校は『夏の日本高校ダンス部選手権』全国大会において2008年（平成20年）、そして2011年から2013年、2017年[7]、2018年、2020年の7回優勝（2011年から2013年は史上初3連覇）。2014年、2016年の2回準優勝。『春の日本高校ダンス部選手権』では2012年優勝。2018年、2019年の2回準優勝。中学校は『日本中学校ダンス部選手権』で、2012年、2014年、2015年、2017年の4回優勝。2013年、2016年、2018年の3回準優勝。JSDA主催全国高等学校ダンス部選手権では2019年優勝。また、2015年の高校野球100年記念CMにダンス部と吹奏楽部で出演した[8]。
- 高校ラグビー部 - 全国高校ラグビー大会に出場4回（第66回<ベスト８>、第67回、第71回、第74回<ベスト４>）。
- レスリング部 - 団体戦で2004年全国選抜大会、インターハイに2004年と2006年（ベスト16）出場。個人戦で2004年インターハイ3位1名、2005年インターハイ3位2名、国民体育大会2位1名、3位1名、2012年全国選抜大会3位1名、2016年国体3位1名、2017年国体3位1名。
- マンドリン部 - 全国高等学校ギター・マンドリン音楽コンクールで、2016年全国3位の全国知事賞、大阪市長賞。2017年全国6位の振興協会特別賞。2018年全国1位の文部科学大臣賞、そして17年連続で優秀賞。
- 水泳部 - 2017年日本高等学校選手権水泳競技大会に1名出場し、400ｍ自由形8位、800m自由形3位。また、全国中学校水泳競技大会に1名出場し、400m自由形3位。2018年インターハイ水泳競技の部で1名が800ｍ自由形で準優勝、400ｍ自由形3位。2021年は200m自由形と400m自由形でインターハイ出場。
- 器械体操部 - 2018年高校総体体操競技の部に2名出場し、鉄棒優勝、あん馬準優勝、個人総合3位と8位。
- 物理部 - 2024年に第６回Minecraft カップに出場し、近畿ブロック本選に出場[9][10]

## 著名な学校関係者

### 出身者

#### 政治
- 漆間譲司 - 衆議院議員
- 上村崇 - 京都府京田辺市長
- 白戸太朗 - 都民ファーストの会の東京都議会議員。トライアスロン選手。スポーツキャスター
- 千代松大耕 - 大阪府泉佐野市長
- 新田章文 - 内閣総理大臣秘書官
- 平岩征樹 - 衆議院議員
- 福岡憲宏 - 奈良県香芝市長
- 堀口文昭 - 京都府八幡市長

#### 経済
- 小瀬昉 - ハウス食品グループ本社元会長
- 倉橋健太 - プレイド創業者・CEO
- 清水隆史 - TOYO TIRE社長、日本自動車タイヤ協会会長
- 瀧井傅一 ｰ タキイ種苗会長
- 田島淳滋 - リデア創業者・元社長
- 羽野仁彦 - ブログウォッチャー創業者・社長
- 増田宗昭 - カルチュア・コンビニエンス・クラブ創業者・社長

#### 学術
- 西澤由隆 - 政治学者、同志社大学教授
- 野林健 - 政治学者、一橋大学名誉教授

#### 芸術・文化
- 安藤武博 - ゲームクリエイター
- 柴貴正 - ゲームクリエイター
- 竹沢うるま ｰ 写真家
- 村瀬学 - 児童文学者・作家
- 室谷由紀 - 将棋女流棋士
- 湯浅卓雄 - 指揮者。東京藝術大学教授

#### 芸能
- 石井亮次 - フリーアナウンサー（元中部日本放送/CBCテレビ）
- 井上雅雄 - 毎日放送アナウンサー
- 尾形春水 - 元モーニング娘。（高校1年生の時に上京、転校）
- 薄田ジュリア -フリーアナウンサー（元石川テレビ放送）
- 片岡我當（5代目） - 歌舞伎役者
- 片岡秀太郎（2代目） - 歌舞伎役者
- 北大路欣也 - 俳優（中学を中退）
- 小西のりゆき - 俳優、演出家
- 清水圭 - お笑いタレント
- 笑福亭喬楽 - 落語家
- 竹内弘一 - KBS京都アナウンサー
- 竪山隼太 - 俳優
- 田中優奈 - 元CBCテレビアナウンサー
- 朝堂院大覚 - YouTuber
- 友廣南実 - CBCテレビアナウンサー
- 中谷しのぶ - 讀賣テレビ放送アナウンサー
- 中村正人 - ミュージシャン・DREAMS COME TRUE（中学1年生のみ在籍。市川市立第一中学校に転校）
- 羽川英樹 - フリーアナウンサー（元讀賣テレビ放送）
- 花沢耕太 - 歌手・Chicago Poodleピアノ＆ボーカル
- 川上実津紀 - 歌手・作詞家・ラジオパーソナリティ
- 宮脇“JOE”知史 - ミュージシャン・44MAGNUM、ZIGGY他）
- 吉崎仁康 - フリーアナウンサー（元長野放送）

#### スポーツ
- 伊香輝男 - 元プロ野球選手
- 上山友裕（英語版） - パラリンピックアーチェリー日本代表
- 川端正樹 - ラグビー選手
- 坂口正大 - 競馬評論家・元日本中央競馬会調教師
- 武宏平 - 中央競馬調教師
- 林真太郎 - ラグビー選手
- 平尾剛 - 元ラグビー日本代表
- 前川泰慶 - ラグビー選手
- 松元省一 - 中央競馬調教師
- 山口修平 - ラグビー選手